# Kačjerepi
Kačjerepi (znanstveno ime Ophiuroidea) so skupina iglokožcev, sorodna morskim zvezdam, v katero uvrščamo več kot 2.000 vrst. Bivajo v različnih podnebnih pasovih, od polarnega do tropskega pasu na različnih globinah, večinoma v globljih predelih. Ponekod tvorijo goste populacije, tudi do več sto osebkov na m2. Kljub raznolikemu življenjskemu prostoru (habitatu) in velikim populacijam je o kačjerepih zaradi globine bivanja znanega razmeroma malo.
Latinsko ime Ophiuroidea izhaja iz grških besed starogrško ὄφις: ófis - kača ter starogrško ουρά: ourá - rep.

## Telesne značilnosti
So zvezdasto (radialno) somerni organizmi, ki imajo običajno pet (redko šest ali sedem) dolgih in ozkih, bičem podobnih krakov, ki v dolžino zrastejo tudi do 70 cm pri največjih vrstah, kot so gorgonoglavci. Osrednji okrogli ali peterokotni telesni disk je jasno razmejen od krakov. Ustna odprtina in sitasta (madreporna) ploščica sta na spodnji strani telesa, zadnjične odprtine pa nimajo. Kraki, ki so zelo gibljivi, so bistveni za premikanje, brazdne nožice pa za razliko od morskih zvezd služijo le kot čutilo za svetlobo in snovi, posebej številne so na koncih krakov.

## Razmnoževanje in življenjski krog
Večina vrst ima ločena spola, nekateri pa so dvospolniki (hermafroditi). Oploditev je zunanja, z izjemo kačjerepa vrste Ophiocanops fugiens. Poškodovane dele krakov ali celotne krake kačjerepi lahko nadomestijo, saj krak odvržejo v primeru napada plenilca (avtotomija). Kačjerepi navadno doživijo starost do 5 let.

## Življenjski prostor in način življenja
Mnogo kačjerepov prebiva v globljih predelih oceanov na morskem dnu ali prisesani na korale ter morske ježke; znane so vrste, ki prebivajo globlje od 6.000 m. Okoli 1.200 vrst biva v področjih, ki so globlja od 200 m. Nekatere druge vrste, kot sta Ophiothrix fragilis in Ophioderma brevispina, živijo v plitvih predelih v mehkih sedimentih, pod skalami, kelpovih gozdovih in na koralnih grebenih, kjer se skrivajo med spužve in korale.
Kačjerepi so mrhovinarji in detritivori, tj. prehranjujejo se z organskim drobirjem in gnijočimi organskim deli, nekatere vrste pa plenijo majhne rake in kolobarnike. Več kot 60 vrst ima sposobnost bioluminiscence, tj. oddajanja lastne svetlobe preko določenih kemičnih procesov. Povečini oddajajo zeleno svetlobo, nekateri pa modro svetlobo. Oddana svetloba domnevno služi kot opozorilo morebitnim plenilcem o neužitnosti. Kačjerepi sicer niso strupeni.

### Kačjerepi v Sloveniji
V slovenskem morju biva 12 vrst kačjerepov. Najbolj znana sta bodičasti kačjerep (Ophiotrix fragilis), ki biva ob obali med algami in pod kamni, ter pegasti kačjerep (O. quinquemaculata), ki biva na globljem peščenem dnu in ostankih školjk; pripadata družini bodičastih kačjerepov (Ophiothricidae). Iz družine kačjerepk (Amphiuridae) sta pomembni luskava kačjerepka (Amphiura chiajei) in vitka kačjerepka (A. filiformis); gostota populacij obeh vrst presega 800 osebkov na m2 na nekaterih odprtih predelih severnega Jadranskega morja. Ostali znani vrsti kačjerepov sta še mala kačjerepka (Amphipholis squamata) ter veliki kačjerep (Ophioderma longicaudum).

## Evolucija
Prvi kačjerepi so se pojavili v zgodnjem ordoviciju, tj. pred okoli 480 milijoni let. Najstarejšega kačjerepa, ki pripada vrsti Pradesura jacobi, so odkrili na jugu Francije. Najstarejši kačjerepi so pripadali redu Oegophiurida in so bili glede na nekatere telesne značilnosti bolj podobni morskim zvezdam. Kačjerepa Ophiocanops fugiens so zaradi prvobitnih telesnih značilnostih uvrščali v red Oegophiurida, s čimer bi bil dandanes edini predstavnik tega reda, vendar ga po sodobni klasifikaciji uvrščamo v red Ophiurida. V obdobjih poznega paleozoika in zgodnjega mezozoika je prišlo do diverzifikacije kačjerepov, čeprav večina sodobnih vrst izvira iz obdobja poznega mezozoika.

## Pomen za človeka
V akvarijih so srednje priljubljeni, poleg tega pa so dokaj nezahtevni za oskrbo.